# Dipterocarpus costatus
Espèce
Classification phylogénétique
Statut de conservation UICN

 VU  : Vulnérable
Le Dipterocarpus costatus est une espèce de grand arbre sempervirent d'Asie du Sud-Est, appartenant à la famille des Diptérocarpacées.

## Description
C'est un arbre géant dit « arbre émergent » qui domine la canopée à plus de 40 m de hauteur.

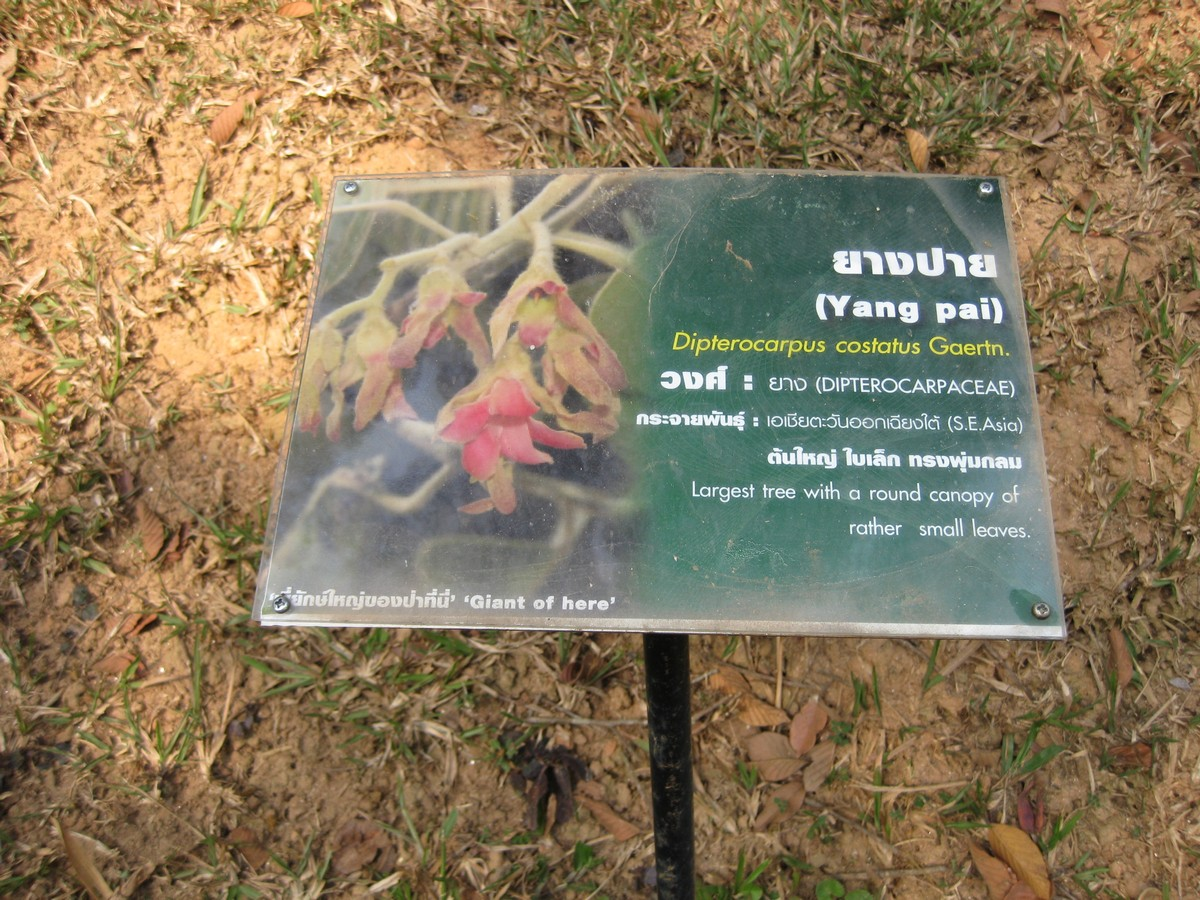
Panneau descriptif en latin, anglais et thaï (siamois)

## Répartition
Dispersée dans les forêts de plaine ou de collines depuis le Bangladesh, la Péninsule Malaise, Myanmar, la Thaïlande, le Laos, le Viêt Nam.

## Préservation
Une partie de la population est préservée dans des réserves.